# 丰宁街道
丰宁街道，是中华人民共和国云南省昆明市五华区下辖的一个街道。

## 行政区划
丰宁街道下辖以下地区：
昆建路社区、春晖社区、虹山东路社区、虹山中路社区、洪园社区、丰宁社区、黄土坡社区和虹山南路社区。